# F-06D
docomo STYLE series F-06D（ドコモ スタイル シリーズ エフ  ゼロロクディー）は、富士通によって開発されたNTTドコモの第3世代移動通信システム（FOMA）端末である。docomo STYLE seriesの端末。ここではファッション雑誌『nicola』とのコラボレーションモデルであるF-06D Girls'（エフゼロロクディー ガールズ）についても記述する。

## 概要
F-04Dの兄弟機種だが、こちらは女性向けにシフトしたデザインとなっている。ワンプッシュオープンボタンも搭載する。
F-04Dとの違いはタッチパネルを搭載しており、撮影した写真に同梱されているタッチペンで落書きやスタンプなどを描くことが可能である。ただしタッチ操作できるのはプリセットされている落書きアプリ「らくがき盛りフォト」のみであり、通常での操作におけるタッチ操作には非対応となる。
SIMカードはmicroSIMを採用している。

## F-06D Girls'
女子中学生向けファッション雑誌『nicola』とのコラボレーションモデルで、スペック面はF-06Dと同等だが、端末背面にドットパターンを採用しており、立体加工が施された大きなピンクのリボンがあしらわれている。イメージキャラクターは当時の同誌モデル（ニコモ）の古畑星夏・藤麻理亜で、プロデューサーとしてボディカラー等を決めたとされている。
なお、特製オリジナルバッグが同梱され、パッケージも特別仕様となっている。

## その他機能
| 主な対応サービス                   | 主な対応サービス                                                    | 主な対応サービス                       | 主な対応サービス                                 |
| ---------------------------------- | ------------------------------------------------------------------- | -------------------------------------- | ------------------------------------------------ |
| タッチパネル                       | FOMAハイスピード7.2Mbps(受信)                                       | Bluetooth                              | DCMX／おサイフケータイ                           |
| iアプリオンライン／地図アプリ      | 直感ゲーム／メガiアプリ                                             | iウィジェット                          | マチキャラ／iコンシェル                          |
| ホームU／ポケットU                 | GPS／オートGPS／ケータイお探し                                      | デコメール／デコメ絵文字／デコメアニメ | iチャネル                                        |
| 着もじ                             | テレビ電話／キャラ電                                                | ケータイデータお預かりサービス         | フルブラウザ                                     |
| おまかせロック／バイオ認証         | 外部メモリーへiモードコンテンツ移行／ユーザーデータ一括バックアップ | トルカ                                 | iC通信／iCお引越しサービス                       |
| きせかえツール／ダイレクトメニュー | バーコードリーダ／名刺リーダ                                        | 2in1                                   | エリアメール／ソフトウェアーアップデート自動更新 |
| GSM／3Gローミング（WORLD WING）    | 着うたフル／うた・ホーダイ                                          | Music&Videoチャネル／ビデオクリップ    | デジタルオーディオプレーヤー(AAC)(WMA)           |

## 歴史
- 2011年10月18日 - NTTドコモより発表
- 2012年1月13日 - 予約開始。
- 2012年1月20日 - F-06D/F-06D Girls'同時発売開始。